# Tommy Flanagan (musicien)
Pour les articles homonymes, voir Tommy Flanagan.
Thomas Lee Flanagan, dit Tommy Flanagan ou parfois Tommy Lee Flanagan, né le 16 mars 1930 à Détroit (Michigan), mort le 16 novembre 2001 à New York, est un pianiste américain de jazz.
S'il est surtout connu comme accompagnateur d'Ella Fitzgerald, il participe également à deux albums historiques du jazz : Saxophone Colossus de Sonny Rollins et Giant Steps, de John Coltrane.

## Biographie

### Jeunesse
Tommy Flanagan nait le 16 mars 1930 à Détroit dans le Michigan.
Il commence l'étude de la clarinette à 6 ans puis du piano à 11 ans. Il apprend plusieurs autres instruments, comme le saxophone, la contrebasse ou le vibraphone.
Il travaille très jeune, et se fait déjà remarquer en 1945 comme pianiste auprès des frères Hank, Elvin et Thad Jones, ainsi que de Milt Jackson et Dexter Gordon. Il effectue son service militaire de 1951 à 1953, puis revient jouer sur la scène jazz de Detroit.

### Carrière
Tommy Flanagan s'installe en 1956 à New York, où son premier engagement est de remplacer Bud Powell au Birdland. Il accompagne des musiciens bebop tels que Charlie Parker, Coleman Hawkins (1961), Miles Davis (Collectors' Items, 1956), Sonny Rollins (Saxophone Colossus, 1956), Max Roach, Doug Watkins, John Coltrane (Giant Steps, 1959), Donald Byrd.
En 1956, il enregistre avec Oscar Pettiford, et débute une longue collaboration avec Kenny Burrell. Entre 1956 et 1958, il accompagne Jay Jay Johnson,.
Il forme un premier trio avec le bassiste Wilbur Little et le batteur Elvin Jones, et sort son premier album en tant que leader, Tommy Flanagan Trio Overseas, en 1957.
En 1963, il remplace Don Abney auprès d'Ella Fitzgerald, qu'il a déjà accompagnée en 1956 au festival de Newport. Il reste avec elle jusqu'en 1965, puis de 1968 à 1978. En 1966, il est directeur musical de Tony Bennett,.
En 1978, lassé d'être dans l'ombre, il arrête d'accompagner des chanteurs, et se produit principalement en trio. On le trouve en petite formation avec Thad Jones, Milt Jackson, Kenny Dorham, Curtis Fuller, Dizzy Reece, Elvin Jones, Max Roach, Philly Joe Jones ou encore Lucky Thompson. Il forme un duo de pianos avec Hank Jones (Our Delights, 1978 ; More Delights with Hank Jones, 1978).
Dans les années 1980, il joue notamment avec James Moody et George Mraz.
En 1993, il reçoit le prestigieux Prix Jazzpar. Il enregistre avec Jesper Lundgaard et Lewis Nash un album consacré aux compositions de Thad Jones.
Il enregistre pour Blue Note Records Sunset and Mockingbird en 1998, puis l'année suivante Samba for Felix.
Malgré des problèmes cardiaques, il joue jusqu'à la fin de sa vie, passant deux fois par an deux semaines au Village Vanguard.
Il meurt à Manhattan le 16 novembre 2001 d'un anévrisme.

## Style
D'abord influencé par Art Tatum, Teddy Wilson, Nat King Cole et Erroll Garner, Tommy Flanagan s'inscrit ensuite dans la lignée du bebop, et notamment des avancées rythmiques et harmoniques de Bud Powell. Son jeu est sûr et précis, délicat, élégant et souple,.
Réputé pour sa modestie, c'est un accompagnateur d'une « grande richesse mélodique, doté d'une imagination s'adaptant à tous les tempéraments, d'une inventivité discrète, attentive et subtile ».

## Récompenses
Durant sa carrière il fut nommé quatre fois aux Grammy Awards (deux fois pour la meilleure performance jazz en groupe et deux fois en tant que soliste, en 1983, 1985, 1998 et 2003). Il est élu plusieurs fois meilleur pianiste par DownBeat
- 1993 : Prix Jazzpar[4].
- 1996 : NEA Jazz Masters Fellowship

## Discographie
Discographie complète sur Tommy Flanagan discography (en).

### En tant que leader ou coleader
- 1957 : Overseas (en) (Prestige)
- 1957 : The Cats (New Jazz)
- 1959 : Lonely Town (en) (Blue Note)
- 1960 : The Tommy Flanagan Trio (en) (Moodsville)
- 1974 : Solo Piano (en) (Storyville)
- 1975 : The Tommy Flanagan Tokyo Recital (en) (Pablo)
- 1976 : Trinity (en)
- 1977 : Eclypso (en) (Enja)
- 1977 : Montreux '77 (en)
- 1977-78 : Confirmation
- 1978 : Plays the Music of Harold Arlen
- 1978 : Our Delights
- 1978 : Something Borrowed, Something Blue
- 1980 : Super Session
- 1981 : The Magnificent Tommy Flanagan
- 1982 : Giant Steps : In Memory of John Coltrane
- 1982 : Thelonica (en)
- 1990 : Jazz Poet
- 1991 : Beyond the Blue Bird
- 1993 : Let's Play the Music of Thad Jones
- 1994 : Little Pleasure
- 1994 : Lady Be Good... For Ella
- 1995 : Flanagan's Shenanigans (en)
- 1997 : Sea Changes
- 1998 : Sunset And The Mockingbird, the Birthday Concert

### En tant que sideman
Avec Sonny Rollins
- 1956 : Saxophone Colossus
- 1965 : There Will Never Be Another You
- 1989 : Falling in Love with Jazz
- 1993 : Old Flames
- 1995 : Sonny Rollins +3

Avec John Coltrane
- 1958 : Kenny Burrell & John Coltrane
- 1960 : Giant Steps

Avec Gene Ammons
- 1960 : Boss Tenor

Avec Wes Montgomery
- 1960 : The Incredible Jazz Guitar of Wes Montgomery (Riverside)

Avec Charles Mingus
- 1960 : Reincarnation of a Lovebird

Avec Stanley Turrentine
- 1960 : Stan "The Man" Turrentine
- 1961 : ZT's Blues

Avec Coleman Hawkins
- 1960 : Coleman Hawkins All Stars
- 1960 : At Ease with Coleman Hawkins
- 1960 : Night Hawk
- 1962 : Good Old Broadway
- 1962 : The Jazz Version of No Strings
- 1962 : Hawkins! Eldridge! Hodges! Alive! At the Village Gate!
- 1962 : Hawkins! Alive! At the Village Gate
- 1962 : Coleman Hawkins Plays Make Someone Happy from Do Re Mi
- 1962 : Desafinado
- 1962 : Today and Now
- 1962 : Back in Bean's Bag

Avec Roy Haynes
- 1962 : Out of the Afternoon
- 1975 : Sugar Roy